# Jakob Dreyer
Jakob Dreyer (* 1981 in Lüneburg) ist ein deutscher Musiker (Kontrabass, Komposition) des Modern Jazz.

## Leben und Wirken
Dreyer wuchs in der Nähe von Hamburg auf und lernte zunächst Klavier, bevor er mit 14 Jahren begann, Bass zu spielen. Während er zuvor gerne Rockgitarristen wie Jimi Hendrix und Bluesmusiker hörte, führte sein Wechsel zum Bass dazu, dass er mit Jazzmusikern in Kontakt kam. Dreyer spielte zunächst bei Schulkonzerten und in Bands mit anderen jungen Musikern. 2000 wurde er mit dem Solistenpreis des Landeswettbewerbes Jugend jazzt in Niedersachsen ausgezeichnet und wurde Mitglied des Jugendjazzorchesters Niedersachsen Windmachine unter der Leitung von Bernhard Mergner sowie des Bundesjazzorchesters unter der Leitung von Peter Herbolzheimer. Nach dem Studium an der Hochschule für Musik und Theater Hamburg bei Lucas Lindholm hatte er einige Gelegenheiten, mit europäischen Musikern aufzunehmen, so um 2012 mit dem Altsaxophonisten Andreas Böhlen in der Schweiz und bei zwei Aufnahmen mit dem Gitarristen Sebastian Böhlen. Mit Dirk Achim Dhonau und Martin Terens bildete er das kollaborative Trio Collage (Album Conclusion 2013).
In den folgenden Jahren lebte Dreyer in den Vereinigten Staaten, ließ sich in New York nieder und war auf zwei Alben des Pianisten Alessandro Fadini (A Dark and Stormy Day, 2016,  Simply Begin Again, 2020) für das Label Fresh Sound New Talent zu hören. Seitdem ist er als freiberuflicher Musiker, Arrangeur und Musikpädagoge tätig. Im Trio mit Joey Johnson und Mark Lockett entstand das Album Any Last Requests? (2018). In New York spielte er für Fresh Sound eigene Kompositionen im Quartett mit Jason Rigby (Tenorsaxophon), Jon Cowherd (Piano) und Jimmy MacBride (Schlagzeug) 2021 für das zweiteilige Album Songs, Hymns and Ballads ein, das 2022 bzw. 2023 erschien. Er ist auch auf Alben von Andreas Böhlen, Sönke Düwers Ensemble du Verre, Tim Chernikoff, Boriana Dimitrova, Björn Lücker und Jan-Olaf Rodt zu hören.